# Transportgeschwader 2
A Transportgeschwader 2 foi uma asa de transporte aéreo da Luftwaffe, durante a Alemanha Nazi. Desconhecem-se que aeronaves esta unidade operou.

## Geschwaderkommodore
- Oberst Walter Erdmann, 15 de junho de 1943 - março de 1944[2]